# Georges Pilloud
Georges Pilloud (* 1933; † 29. September 1997) war ein Schweizer Sänger und Radiomoderator aus dem Kanton Bern.
Er erlernte die Berufe des Grafikers und des Schriftsetzers und studierte später Gesang und Musik. In den 1950er- und 1960er-Jahren war er als Sänger unter den Pseudonymen Renato und Rick Demond / "Rec Demont" in der DDR aktiv und wurde mit Frank Sinatra verglichen. Dort gewann er 1966 punktgleich mit Helga Brauer sogar die erste Ausgabe des Schlagerwettbewerbs der DDR mit dem von Ralf Petersen und Bernhard Bohlke komponierten Titel "Sag ja". In der Schweiz erlangte er Bekanntheit als Moderator beim Sender Schweizer Radio DRS und durch das Walzerlied Rosen aus meinem Garten, das er mit Beny Rehmann und dessen Orchester aufnahm.